# Stádla (přírodní památka)
Stádla je přírodní památka poblíž samoty Stádla, jedné z místních částí města Prachatice v okrese Prachatice. Chráněné území se rozkládá asi 350 m zsz. od samoty, kde zaujímá k západu ukloněný svah pod bezejmenným vrcholem (821 m n. m.). Důvodem ochrany je kamenitý svah s bohatým výskytem prstnatce bezového (Dactylorhiza sambucina). V několika letech před rokem 2015 byl výskyt prstnatce bezového velmi řídký, a v roce 2015 byly na lokalitě zaznamenány pouze dva kusy. Další ojedinělé kusy rostou na okrajích luk v širokém okolí.